# Alex Elliott
Alex Elliott (Vancouver, 1987. április 24. –) kanadai labdarúgó-középpályás és csatár.